# Tillandsia tricholepis

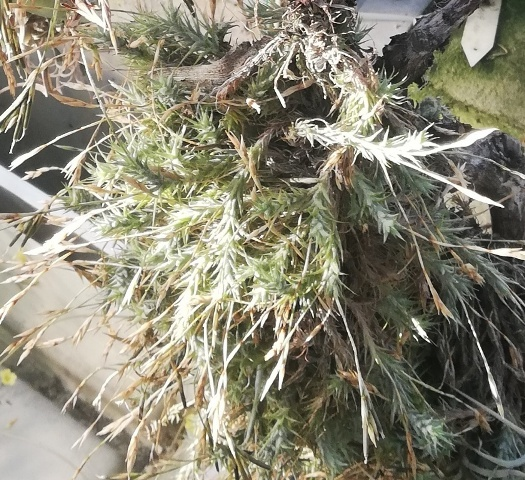
T.tricholepis con largos tallos.

Tillandsia tricholepis es una especie de bromelia originaria de Argentina, Bolivia, Brasil y Paraguay.
El nombre deriva de las palabras griegas τριχός (trichos), que significa "pelo", y λερις (lepis), que significa "escama".

## Descripción
Tillandsia  tricholepis es una planta epífita con tallos largos y ramificados de hasta 20 cm, (aunque suelen ser de unos 8 cm) que tienden a ser colgantes, cubiertos por hojas verdes en el ápice, secas y persistentes más abajo. Las hojas están parcialmente solapadas entre sí y están densamente cubiertas de pequeños pelos blancos. La inflorescencia es poco llamativa, aparece sobre un pedúnculo que sobresale de las hojas, y contiene de 3 a 5 flores blancas que desaparecen rápidamente. Las flores generalmente se autopolinizan dando frutos con un tamaño relativamente grande y con numerosas semillas que suelen germinar vigorosamente.

## Cultivo
Es de fácil cultivo y poco mantenimiento, se puede cultivar como planta colgante o sobre estructuras de madera o piedra, prefiere espacios aireados y bien iluminados sin llegar a estar a pleno sol o fuertes vientos. Su rango de temperatura está ente 10 y 32 °C. Si el ambiente es muy seco, se puede pulverizar con agua un par de veces por semana y ocasionalmente abono foliar.